# Отчёт о национальном банке
Отчёт о национальном банке (англ. Report on a national bank), или же Второй отчёт о дальнейших мерах, необходимых для установления общественного кредита (англ. Second report on the further provision necessary for establishing public credit) — предложение о создании национального банка США, которое министр финансов Александр Гамильтон предоставил Первому Конгрессу США 14 декабря 1790 года. Гамильтон предложил создать частный банк для монетизации государственного долга. Принципы работы банка были взяты в основном у Банка Великобритании. Гамильтон считал, что государственный банк необходим для создания эффективной экономики. Среди всех предложений Гамильтона доклад о банке вызвал больше всего обвинений в неконституционности, но в итоге предложение было принято Конгрессом 2 февраля 1791 года 37 голосами «за» и 20 «против».
Некоторые историки считают споры вокруг конституционности банка первым серьёзным конфликтом между Гамильтоном и Мэдисоном, который разрушил сложившийся на Конгрессе политический консенсус, и привёл к формированию американской двухпартийной системы (Первой партийной системе).

## Предпосылки
Весной 1789 года первым президентом США стал Джордж Вашингтон, который к осени сформировал свой первый кабинет министров. Александр Гамильтон занял место секретаря государственного казначейства. 1-й Конгресс поручил ему составить отчёт о состоянии финансов государства, и 9 января 1790 года Гамильтон предоставил Конгрессу Первый доклад об общественном кредите, где предложил ряд мер по обеспечению государственного внутреннего и внешнего долга и по восстановлению доверия к американской экономике. Он предлагал ввести специальные налоги для оплаты кредита, создать амортизационный фонд и наладить работу таможенной службы. Доклад вызвал длительные споры в Конгрессе, привёл к первому конфликту Гамильтона с Мэдисоном, и был одобрен Конгрессом только после принятия Компромисса 1790 года, в июле.
Доклад вызвал стремительный рост цен на американские ценные бумаги, общая стоимость которых поднялась с 15 до 45 миллионов долларов. Но Гамильтон понимал, что стоимость бумаг растёт только из-за ожиданий, а не из-за реальных возможностей экономики. Для реализации своей программы ему был необходим ещё ряд мер, которые он предложил осенью 1790 года: это были введение специальных налогов, учреждение монетного двора и самая главная мера без которой американская экономика не могла эффективно функционировать: создание национального банка.
Гамильтон был хорошо знаком с частными банками Филадельфии, Нью-Йорка и Бостона, но этих знаний было недостаточно для создания национального банка. Ему помогло знание системы европейских банков, которые он начал изучать ещё в годы Войны за независимость. Главное внимание он уделил хартии Английского банка, выданной в 1694 году.

## Споры о конституционности
14 декабря 1790 года Гамильтон предоставил Конгрессу свой отчёт. 20 января 1791 года Банковский билль легко прошёл через Сенат, но когда он в начале февраля попал в Палату представителей, начались проблемы. Ещё в декабре прошлого года Гамильтон и Мэдисон восстановили хорошие отношения, придя к согласию относительно налога на алкоголь, но обсуждение закона о банке снова привело к разногласиям. Критики закона полагали, что он выгоден торговцам северных штатов и невыгоден фермерам Юга, а Мэдисон был представителем Вирджинии, самого крупного южного штата. Фермеры и плантаторы часто оказывались в долгах и традиционно были враждебно настроены к банкам, а плантаторы юга считали банки социальным злом наподобие проституции. Кроме того, Гамильтон хотел разместить сам банк в Филадельфии, крупнейшем финансовом центре, и это вызывало опасения, что из-за этого столица так и останется в Филадельфии, и не будет перемещена на юг (как было решено летом 1790 года). Конгрессмены севера действительно открыто утверждали, что не допустят переноса столицы. Патрик Генри тоже увидел в этом законе и всей программе Гамильтона схему по подчинению южных штатов интересам северных.
В начале, при первых чтениях, Мэдисон не возражал напрямую против билля. Он лишь хотел сократить срок работы банка до 10 лет, так, чтобы совпали момент переноса столицы и срок истечения лицензии банка. Он предложил пенсильванским политикам поддержать это предложение, угрожая в противном случае признать билль неконституционным. Пенсильванцы отказали, и тогда он привёл свою угрозу в исполнение: 2 и 8 февраля он прочитал две речи, в которых заявил, что Конгресс не имеет полномочий учреждать банки. Он сказал, что Конституционный конвент рассматривал предложение наделить Конгресс таким правом, но в итоге отверг его. Мэдисон знал, что на ратификационных конвентах очень часто высказывались желания трактовать Конституцию в узком смысле, и теперь воспользовался этим: он спрашивал, где конкретно в Конституции говорится о таком праве Конгресса?

## Итоги
Не все одобряли план Гамильтона. Томас Джефферсон боялся, что частный национальный банк будет подчинён интересам финансовых монополистов, который начнёт мешать государственным банкам и станет отдавать предпочтение финансистам и торговцам, а не владельцам плантаций и семейным фермерам. Такой институт противоречил бы представлению Джефферсона о Соединенных Штатах как преимущественно аграрном обществе, а не государстве с опорой на банковское дело, торговлю и промышленность. Джефферсон также утверждал, что конституция не дает правительству законных оснований создавать частные компании такого уровня, как общенациональный банк, и с таким набором финансовых полномочий. Законопроект Гамильтона, после долгих дебатов, был одобрен как Палатой представителей, так и Сенатом. Президент Джордж Вашингтон подписал закон о создании Первого банка Соединённых Штатов в феврале 1791 года.

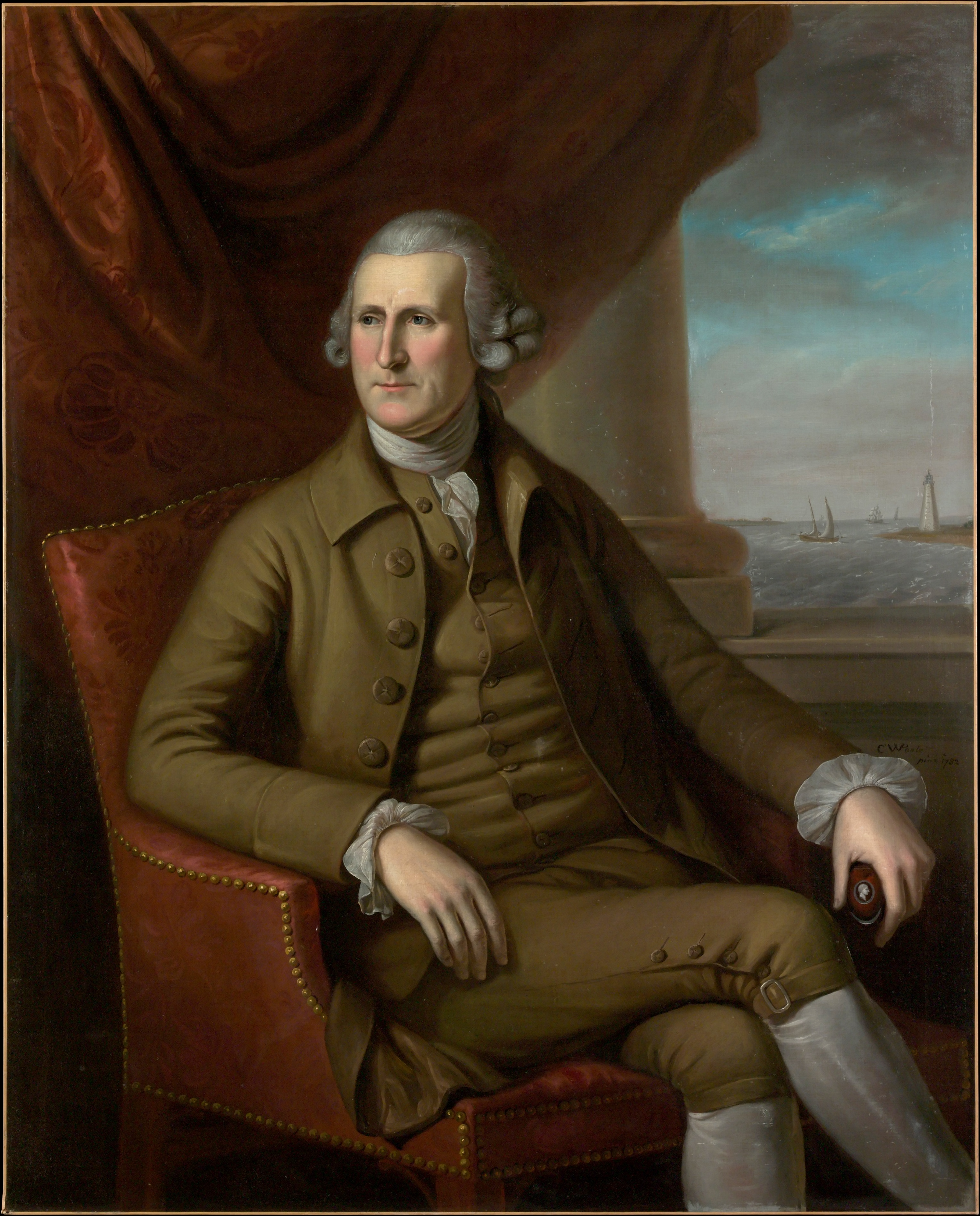
Томас Уиллинг — президент Первого банка Соединённых Штатов, рисунок 1782 года

Банк Соединенных Штатов, который стали называть Первым банком Соединённых Штатов, начал свою работу в Филадельфии 12 декабря 1791 года. Его срок функционирования определили 20-летним уставом. В 1792 году филиалы банка открыли в Бостоне, Нью-Йорке, Чарльстоне и Балтиморе. В Норфолке открыли филиал в 1800 году. В 1802 год филиалы Первого банка Соединённых Штатов появились в Саванне, Вашингтоне (округ Колумбия). В Новом Орлеане в 1805 году. Банком руководил совет из двадцати пяти директоров. Томас Уиллинг, бывший президент Банка Северной Америки, принял должность президента нового национального банка.
Капитализации Банка Соединенных Штатов началась с 10 миллионов долларов, из которых 2 миллиона долларов были правительственными, 8 миллионов долларов пришли от частных инвесторов. Размер капитала сделал Банк не только крупнейшим финансовым учреждением США, но и крупнейшей корпорацией государства. Продажа акций банка стала крупнейшим первичным публичным размещением акций (IPO) в стране на тот момент. Из первоначальных инвесторов многие были иностранцами, и это вызывало недовольство среди многих американцев, хотя иностранные акционеры и не имели права голоса. IPO предлагалось не в виде свободно обращаемых акций, а был реализовано чем-то в виде особого рода подписок, или «обязательств», которые выступали в качестве первоначального взноса при покупке банковских акций. Когда в июле 1791 года банковские подписки ушли на продажу, они были распроданы настолько быстро, что многие потенциальные инвесторы были вынуждены приобретать их уже на вторичном рынке ценных бумаг.
Банк сразу же взял на себя роль главного финансового агента федерального правительства, собирая налоговые поступления, обеспечивая безопасность государственных средств, предоставляя кредиты правительству, переводя государственные депозиты через сеть филиалов банка и оплачивая государственные счета. Банк также управлял процентными выплатами Казначейства США европейским инвесторам в государственные ценные бумаги США. Хотя правительство США, как крупнейший акционер, не управляло банком напрямую, ему поступала часть прибыли банка. Министр финансов имел право проверять бухгалтерские книги банка, требовать отчетов о состоянии банка не реже одного раза в неделю и отзывать депозиты правительства в любое время и по любой причине. Чтобы избежать инфляции и сохранять финансовый баланс США, банку было запрещено покупать государственные облигации США.
Кроме своей деятельности от имени правительства, Банк Соединенных Штатов также действовал как коммерческий банк. Он принимал депозиты от населения и выдавал кредиты частным лицам и предприятиям. Его банкноты (бумажная валюта) чаще всего поступали в обращение в процессе кредитования. Он выдавал больше кредитов и выпускал больше валюты, чем любой другой банк в стране, будучи крупнейшим финансовым учреждением в Соединенных Штатах и единственное банком, владеющим депозитами федерального правительства и с филиалами по всей стране. Банкноты, выпущенные Банком Соединенных Штатов, получили широкое хождение по всей стране. И в отличие от банкнот других банков, банкноты Банка Соединенных Штатов были единственными, которые принимались в качестве оплаты федеральных налогов.
Банк сформировал денежно-кредитную политику штатов, что особенно проявилось во взаимодействии Первого банка Соединённых Штатов с государственными банками. Банк аккумулировал банкноты государственных банков и хранил их в своем хранилище. Когда он хотел замедлить рост денежной массы и объёма кредитования, он предоставлял банкам банкноты для инкассо в золоте или серебре, тем самым сокращая резервы государственных банков и тормозя их способность обращения новых банкнот. Для ускорения роста обращения денег и кредита, Банк аккумулировал банкноты государственных банков, тем самым увеличивая резервы государственных банков и позволяя этим банкам выпускать больше банкнот путем предоставления кредита. Филиалы Банка располагались в портовых городах США. Это облегчало федеральному правительству сбор налоговых поступлений, большая часть которых поступала от таможенных пошлин. Расположение филиалов в портах также помогало Банку финансировать международную торговлю и помогало Казначейству финансировать операции правительства посредством продажи государственных ценных бумаг США иностранцам.
Система филиалов Банка позволяла перемещать его банкноты по стране с бо́льшей легкостью, чем государственным банкам. Филиалы Банка также помогали финансировать и поощрять экспансию страны на запад, в частности, благодаря открытию филиала в Новом Орлеане. Хотя срок действия устава банка истекал в 1811 году, дискуссии о его продлении начались гораздо раньше. В 1808 году акционеры банка обратились к Конгрессу с просьбой продлить срок действия устава. В марте 1809 года министр финансов Альберт Галлатин рекомендовал продлить устав банка. Конгресс отложил этот вопрос до января 1810 года. Палата представителей не спешила предпринимать никаких действий. В январе 1811 года обе палаты Конгресса начали дебаты о том, следует ли продлевать действие соглашения о работе банка. В том же месяце Палата представителей проголосовала против продления с перевесом всего в один голос. В феврале Галлатин вновь рекомендовал продлить устав банка. Однако голосование в Сенате закончилось равным количеством голосов «за» и «против». Губернатор штата Нью-Йорк, будущий вице-президент Соединенных Штатов, Джордж Клинтон отдал решающий голос, и продление полномочий банка снова было отклонено с перевесом всего в один голос.
К 1811 году многие из тех, кто выступал против создания банка в 1790-91 годах, все ещё выступали против продления полномочий банка и настаивали на его закрытии. К этому моменту Александр Гамильтон был убит на дуэли, и его Партия федералистов потеряла места во власти, а Демократическо-республиканская партия контролировала ситуацию. Более того, к 1811 году число государственных банков значительно увеличилось, и эти финансовые учреждения опасались как конкуренции со стороны национального банка, так и его власти.
После того, как в 1811 году истёк срок действия устав банка, Первый банк Соединённых Штатов не мог больше работать, но так как федеральное правительство нуждалось в финансировании в результате Англо-американской войны 1812 года, в 1816 году был учрежден Второй банк Соединённых Штатов.
Первый банк Соединенных Штатов стал первой централизованной банковской системой и помог стабилизировать экономику государства в сложные годы после войны за независимость. Он сформировал и отстроил фискальную политику и наладил финансовую схему, которая продолжается и по сей день через Федеральную резервную систему.

### Статьи
- Benjamin B. Klubes. The First Federal Congress and the First National Bank: A Case Study in Constitutional Interpretation (англ.) // Journal of the Early Republic. — University of Pennsylvania Press, 1990. — Vol. 10, iss. 1. — P. 19—41. — doi:10.2307/3123277.
- H. Wayne Morgan. The Origins and Establishment of the First Bank of the United States (англ.) // The Business History Review. — The President and Fellows of Harvard College, 1956. — Vol. 30, iss. 4. — P. 472—492.